# StarLadder Major: Berlin 2019
O StarLadder Major: Berlin 2019, também conhecido como StarLadder Major 2019 ou Berlim 2019, foi o décimo quinto campeonato major de Counter-Strike: Global Offensive (CS:GO). Ele foi realizado em Berlim, Alemanha, de 23 de agosto a 8 de setembro de 2019. Quatorze equipes se classificaram para esse Major com base em sua colocação no Major anterior, Katowice 2019, enquanto outras dez equipes se classificaram a partir de suas respectivas eliminatórias regionais. Ele contou com uma premiação de US$ 1.000.000, o oitavo Major consecutivo com essa premiação. Foi também a primeira vez que a organização StarLadder, sediada na Ucrânia, juntamente com sua parceira chinesa de longa data, a ImbaTV, organizou um Major.
A Astralis venceu a final contra a azarão AVANGAR para se tornar a única equipe na história do CS:GO a vencer quatro Majors e a única equipe a vencer três Majors consecutivamente. Nicolai “dev1ce” Reedtz, da Astralis, foi o MVP, juntando-se a coldzera como os únicos jogadores a terem dois MVPs em Majors.

## Formato
O ciclo do Major começou com quatro Minors, ou eliminatórias regionais: Américas, Ásia, CEI e Europa. Duas equipes de cada qualificatória passaram para o Major. Além disso, como a Valve reduziu o número de convites diretos para o Major de dezesseis para quatorze, as equipes que ficaram em terceiro lugar em cada Minor avançaram para uma classificatória entre si que enviou mais duas equipes para o Major.
O Major contou com vinte e quatro equipes. As oito melhores equipes de Katowice 2019 eram as Lendas, e as dezesseis equipes restantes - as equipes que ficaram do nono ao décimo quarto lugar em Katowice e as dez equipes que avançaram das Minors - eram conhecidas como Desafiadoras. 
O Major foi dividido em três etapas. A primeira fase foi a fase dos Desafiadores, com todos os Desafiadores em um torneio de sistema suíço: as oito melhores equipes avançaram para a próxima fase e as oito últimas equipes foram eliminadas. As equipes na fase dos Desafiadores receberam inicialmente uma classificação Elo com base no ranking mundial da HLTV. Cada rodada de partidas foi definida com base nesse sistema Elo. A segunda etapa foi a fase das Lendas, uma segunda fase de grupos do sistema suíço definida da mesma forma. Essa etapa contou com as oito Lendas do Major anterior e as oito equipes que avançaram da fase dos Desafiadores. Assim como na etapa fase dos Desafiadores, a fase das Lendas também classificou as oito melhores equipes e eliminou as oito últimas. Todas as equipes dessa fase, exceto as duas últimas, receberam convites automáticos para o Major seguinte. A fase final foi a fase dos Campeões, e as equipes que avançaram para essa fase receberam o status de Lendas no Major seguinte. Essa etapa contou com uma chave de eliminação única de oito equipes, melhor de três.

### Mapas
O conjunto de mapas para este Major mudou em relação a Katowice 2019. A Valve retirou a Cache do conjunto de mapas e anunciou que ela seria remodelada. Em vez de reintroduzir a Cobblestone, que estava no conjunto de mapas em Majors anteriores, a Valve adicionou a Vertigo ao conjunto de mapas competitivos pela primeira vez.
| - Dust II - Mirage - Inferno - Nuke - Train - Overpass - Vertigo |

## Transmissão
O Major foi transmitido em vários idiomas na Twitch. Ele também foi transmitido nos canais do YouTube da StarLadder, na Steam.tv e no cliente de visualição in-game do CS:GO, a GOTV.
Apresentadores
- Tres “stunna” Saranthus

- Matthew “Sadokist” Trivett

Entrevistadores
- Sue “Smix” Lee
- James Banks

Analistas
- Chad “SPUNJ” Burchill
- Sean “seang@res” Gares
- Jacob “Pimp” Winneche
- Duncan “Thorin” Shields

Comentaristas
- Henry “HenryG” Greer
- Alex “Machine” Richardson
- Anders “Anders” Blume
- Jason “moses” O'Toole
- James “JFZB” Bardolph
- Daniel “ddk” Kapadia
- Harry “JustHarry” Russell
- Hugo Byron

## Equipes
Nomenclaturas dos "Seeds"
1. "Lendas" (1-8º colocados do Major anterior)
2. "Desafiadores Veteranos" (9-14º colocados do Major anterior)
3. "Desafiadores" (Equipes que se classificaram para o Major através das eliminatórias regionais "Minors" ou através da repescagem entre os 3º colocados de cada Minor)

| Região                                   | Método de Qualificação                   | Equipe                             | Seed                               |
| Qualificado para a Fase das Lendas       | Qualificado para a Fase das Lendas       | Qualificado para a Fase das Lendas | Qualificado para a Fase das Lendas |
| ---------------------------------------- | ---------------------------------------- | ---------------------------------- | ---------------------------------- |
| Europa                                   | Campeão do Katowice Major 2019           | Astralis                           | 1                                  |
| Europa                                   | Vice-campeão do Katowice Major 2019      | ENCE                               | 1                                  |
| CEI                                      | 3-4º colocado do Katowice Major 2019     | Natus Vincere                      | 1                                  |
| Américas                                 | 3-4º colocado do Katowice Major 2019     | MIBR                               | 1                                  |
| Europa                                   | 5-8º colocado do Katowice Major 2019     | FaZe Clan                          | 1                                  |
| Américas                                 | 5-8º colocado do Katowice Major 2019     | Team Liquid                        | 1                                  |
| Ásia-Pacífico                            | 5-8º colocado do Katowice Major 2019     | Renegades                          | 1                                  |
| Europa                                   | 5-8º colocado do Katowice Major 2019     | Ninjas in Pyjamas                  | 1                                  |
| Qualificado para a Fase dos Desafiadores |                                          |                                    |                                    |
| Europa                                   | 9-11º colocado do Katowice Major 2019    | Team Vitality                      | 2                                  |
| CEI                                      | 9-11º colocado do Katowice Major 2019    | AVANGAR                            | 2                                  |
| Europa                                   | 12-14º colocado do Katowice Major 2019   | HellRaisers                        | 2                                  |
| Américas                                 | 12-14º colocado do Katowice Major 2019   | Complexity Gaming                  | 2                                  |
| Europa                                   | 12-14º colocado do Katowice Major 2019   | G2 Esports                         | 2                                  |
| Europa                                   | 1º colocado das Eliminatórias Europeias  | mousesports                        | 3                                  |
| Europa                                   | 2º colocado das Eliminatórias Europeias  | CR4ZY                              | 3                                  |
| Américas                                 | 1º colocado das Eliminatórias Americanas | NRG Esports                        | 3                                  |
| Américas                                 | 2º colocado das Eliminatórias Americanas | FURIA Esports                      | 3                                  |
| CEI                                      | 1º colocado das Eliminatórias do CEI     | forZe                              | 3                                  |
| CEI                                      | 2º colocado das Eliminatórias do CEI     | Syman Gaming                       | 3                                  |
| Ásia-Pacífico                            | 1º colocado das Eliminatórias Asiáticas  | Grayhound                          | 3                                  |
| Ásia-Pacífico                            | 2º colocado das Eliminatórias Asiáticas  | TYLOO                              | 3                                  |
| Europa                                   | Repescagem entre os 3º Colocados         | North                              | 3                                  |
| CEI                                      | Repescagem entre os 3º Colocados         | DreamEaters                        | 3                                  |
| Américas                                 | Repescagem entre os 3º Colocados         | INTZ eSports                       | 3                                  |

1. ↑  Inicialmente, a Cloud9 possuía uma vaga na fase dos Desafiadores por ser classificada como 'Desafiadora Veterana', mas acabou não cumprindo o requisito de ter pelo menos 3 jogadores que participaram do Major anterior, e sua vaga foi confiscada e redistribuída para a repescagem entre os 3º colocados de cada Minor.[9]

## Fase dos Desafiadores
A fase dos Desafiadores ocorreu de 23 a 26 de agosto de 2019, no Verti Music Hall. A fase dos Desafiadores, também conhecida como fase Preliminar e anteriormente conhecida como classificatória off-line, é um torneio suíço de dezesseis equipes. A classificação inicial foi determinada usando o ranking mundial de equipes da HLTV de 4 de março a 12 de agosto de 2019.
| Pos. | Equipe            | V | D | RV  | RD  | DR  | Qualificação                       |
| ---- | ----------------- | - | - | --- | --- | --- | ---------------------------------- |
| 1    | North             | 3 | 0 | 87  | 76  | +11 | Qualificado para a Fase das Lendas |
| 2    | mousesports       | 3 | 0 | 72  | 59  | +13 | Qualificado para a Fase das Lendas |
| 3    | G2 Esports        | 3 | 1 | 112 | 93  | +19 | Qualificado para a Fase das Lendas |
| 4    | NRG Esports       | 3 | 1 | 81  | 42  | +39 | Qualificado para a Fase das Lendas |
| 5    | CR4ZY             | 3 | 1 | 133 | 117 | +16 | Qualificado para a Fase das Lendas |
| 6    | Team Vitality     | 3 | 2 | 116 | 91  | +25 | Qualificado para a Fase das Lendas |
| 7    | AVANGAR           | 3 | 2 | 103 | 103 | 0   | Qualificado para a Fase das Lendas |
| 8    | DreamEaters       | 3 | 2 | 114 | 113 | +1  | Qualificado para a Fase das Lendas |
| 9    | forZe             | 2 | 3 | 97  | 111 | -14 | Eliminado                          |
| 10   | Grayhound         | 2 | 3 | 131 | 121 | +10 | Eliminado                          |
| 11   | Syman Gaming      | 2 | 3 | 97  | 98  | -1  | Eliminado                          |
| 12   | FURIA Esports     | 1 | 3 | 53  | 70  | -17 | Eliminado                          |
| 13   | HellRaisers       | 1 | 3 | 49  | 69  | -20 | Eliminado                          |
| 14   | Complexity Gaming | 1 | 3 | 71  | 86  | -15 | Eliminado                          |
| 15   | TYLOO             | 0 | 3 | 39  | 70  | -31 | Eliminado                          |
| 16   | INTZ eSports      | 0 | 3 | 42  | 78  | -36 | Eliminado                          |

| Partidas da 1ª rodada | Partidas da 1ª rodada | Partidas da 1ª rodada | Partidas da 1ª rodada | Partidas da 1ª rodada |
| Equipe                | Pontuação             | Mapa                  | Pontuação             | Equipe                |
| --------------------- | --------------------- | --------------------- | --------------------- | --------------------- |
| Team Vitality         | 8                     | Dust2                 | 16                    | Syman Gaming          |
| NRG Esports           | 17                    | Overpass              | 19                    | Dreameaters           |
| G2 Esports            | 16                    | Overpass              | 10                    | Tyloo                 |
| North                 | 16                    | Train                 | 5                     | INTZ                  |
| FURIA                 | 16                    | Inferno               | 6                     | Hellraisers           |
| mousesports           | 16                    | Inferno               | 6                     | forZe                 |
| AVANGAR               | 16                    | Inferno               | 13                    | compLexity Gaming     |
| CR4ZY                 | 16                    | Nuke                  | 13                    | Grayhound Gaming      |

| Partidas da 2ª rodada | Partidas da 2ª rodada | Partidas da 2ª rodada | Partidas da 2ª rodada | Partidas da 2ª rodada |
| Equipe                | Pontuação             | Mapa                  | Pontuação             | Equipe                |
| --------------------- | --------------------- | --------------------- | --------------------- | --------------------- |
| North                 | 16                    | Train                 | 14                    | Syman Gaming          |
| NRG Esports           | 16                    | Train                 | 7                     | Tyloo                 |
| G2 Esports            | 16                    | Overpass              | 9                     | Dreameaters           |
| Team Vitality         | 16                    | Mirage                | 9                     | INTZ                  |
| mousesports           | 19                    | Inferno               | 17                    | AVANGAR               |
| compLexity Gaming     | 5                     | Inferno               | 16                    | Hellraisers           |
| FURIA                 | 11                    | Train                 | 16                    | CR4ZY                 |
| Grayhound Gaming      | 9                     | Train                 | 16                    | forZe                 |

| Partidas da 3ª rodada | Partidas da 3ª rodada | Partidas da 3ª rodada | Partidas da 3ª rodada | Partidas da 3ª rodada |
| Equipe                | Pontuação             | Mapa                  | Pontuação             | Equipe                |
| --------------------- | --------------------- | --------------------- | --------------------- | --------------------- |
| Team Vitality         | 14                    | Inferno               | 16                    | Dreameaters           |
| NRG Esports           | 16                    | Inferno               | 4                     | Syman Gaming          |
| AVANGAR               | 16                    | Dust2                 | 8                     | Hellraisers           |
| FURIA                 | 10                    | Nuke                  | 16                    | forZe                 |
| compLexity Gaming     | 22                    | Overpass              | 20                    | Tyloo                 |
| compLexity Gaming     | 16                    | Vertigo               | 2                     | Tyloo                 |
| compLexity Gaming     | –                     | Inferno               | –                     | Tyloo                 |
| G2 Esports            | 16                    | Train                 | 5                     | mousesports           |
| G2 Esports            | 13                    | Dust2                 | 16                    | mousesports           |
| G2 Esports            | 7                     | Vertigo               | 16                    | mousesports           |
| Grayhound Gaming      | 16                    | Train                 | 5                     | INTZ                  |
| Grayhound Gaming      | 14                    | Nuke                  | 16                    | INTZ                  |
| Grayhound Gaming      | 16                    | Dust2                 | 7                     | INTZ                  |
| North                 | 8                     | Mirage                | 16                    | CR4ZY                 |
| North                 | 28                    | Inferno               | 26                    | CR4ZY                 |
| North                 | 19                    | Train                 | 15                    | CR4ZY                 |

| Partidas da 4ª rodada | Partidas da 4ª rodada | Partidas da 4ª rodada | Partidas da 4ª rodada | Partidas da 4ª rodada |
| Equipe                | Pontuação             | Mapa                  | Pontuação             | Equipe                |
| --------------------- | --------------------- | --------------------- | --------------------- | --------------------- |
| G2 Esports            | 28                    | Dust2                 | 25                    | forZe                 |
| G2 Esports            | 16                    | Inferno               | 12                    | forZe                 |
| G2 Esports            | –                     | Overpass              | –                     | forZe                 |
| FURIA                 | 9                     | Train                 | 16                    | Syman Gaming          |
| FURIA                 | 7                     | Inferno               | 16                    | Syman Gaming          |
| FURIA                 | –                     | Overpass              | –                     | Syman Gaming          |
| compLexity Gaming     | 11                    | Dust2                 | 16                    | Grayhound Gaming      |
| compLexity Gaming     | 4                     | Inferno               | 16                    | Grayhound Gaming      |
| compLexity Gaming     | –                     | Overpass              | –                     | Grayhound Gaming      |
| NRG Esports           | 16                    | Train                 | 8                     | AVANGAR               |
| NRG Esports           | 16                    | Dust2                 | 4                     | AVANGAR               |
| NRG Esports           | –                     | Overpass              | –                     | AVANGAR               |
| CR4ZY                 | 12                    | Inferno               | 16                    | Dreameaters           |
| CR4ZY                 | 16                    | Dust2                 | 11                    | Dreameaters           |
| CR4ZY                 | 16                    | Mirage                | 11                    | Dreameaters           |
| Team Vitality         | 16                    | Inferno               | 8                     | Hellraisers           |
| Team Vitality         | 16                    | Mirage                | 11                    | Hellraisers           |
| Team Vitality         | –                     | Overpass              | –                     | Hellraisers           |

| Partidas da 5ª rodada | Partidas da 5ª rodada | Partidas da 5ª rodada | Partidas da 5ª rodada | Partidas da 5ª rodada |
| Equipe                | Pontuação             | Mapa                  | Pontuação             | Equipe                |
| --------------------- | --------------------- | --------------------- | --------------------- | --------------------- |
| AVANGAR               | 16                    | Inferno               | 10                    | Syman Gaming          |
| AVANGAR               | 10                    | Mirage                | 16                    | Syman Gaming          |
| AVANGAR               | 16                    | Dust2                 | 5                     | Syman Gaming          |
| forZe                 | 10                    | Overpass              | 16                    | Dreameaters           |
| forZe                 | 12                    | Mirage                | 16                    | Dreameaters           |
| forZe                 | –                     | Train                 | –                     | Dreameaters           |
| Team Vitality         | 16                    | Dust2                 | 5                     | Grayhound Gaming      |
| Team Vitality         | 14                    | Overpass              | 16                    | Grayhound Gaming      |
| Team Vitality         | 16                    | Inferno               | 14                    | Grayhound Gaming      |

## Fase das Lendas
A fase das Lendas, anteriormente conhecida como fase de grupos, usou o mesmo formato da fase dos Desafiadores. Essa etapa foi realizada de 28 de agosto a 1º de setembro de 2019, no Verti Music Hall.
| Pos. | Equipe            | V | D | RV  | RD  | DR  | Qualificação                         |
| ---- | ----------------- | - | - | --- | --- | --- | ------------------------------------ |
| 1    | ENCE              | 3 | 0 | 64  | 30  | +34 | Qualificado para a Fase dos Campeões |
| 2    | NRG Esports       | 3 | 0 | 79  | 55  | +24 | Qualificado para a Fase dos Campeões |
| 3    | Astralis          | 3 | 1 | 125 | 110 | +15 | Qualificado para a Fase dos Campeões |
| 4    | Team Vitality     | 3 | 1 | 81  | 63  | +18 | Qualificado para a Fase dos Campeões |
| 5    | AVANGAR           | 3 | 1 | 84  | 83  | +1  | Qualificado para a Fase dos Campeões |
| 6    | Team Liquid       | 3 | 2 | 116 | 102 | +14 | Qualificado para a Fase dos Campeões |
| 7    | Natus Vincere     | 3 | 2 | 125 | 92  | +33 | Qualificado para a Fase dos Campeões |
| 8    | Renegades         | 3 | 2 | 143 | 135 | +8  | Qualificado para a Fase dos Campeões |
| 9    | mousesports       | 2 | 3 | 95  | 119 | -24 | Eliminado                            |
| 10   | G2 Esports        | 2 | 3 | 114 | 121 | -7  | Eliminado                            |
| 11   | CR4ZY             | 2 | 3 | 120 | 139 | -19 | Eliminado                            |
| 12   | MIBR              | 1 | 3 | 43  | 76  | -33 | Eliminado                            |
| 13   | FaZe Clan         | 1 | 3 | 81  | 81  | 0   | Eliminado                            |
| 14   | North             | 1 | 3 | 72  | 76  | -4  | Eliminado                            |
| 15   | Ninjas in Pyjamas | 0 | 3 | 34  | 64  | -30 | Eliminado                            |
| 16   | DreamEaters       | 0 | 3 | 34  | 64  | -30 | Eliminado                            |

| Partidas da 1ª rodada | Partidas da 1ª rodada | Partidas da 1ª rodada | Partidas da 1ª rodada | Partidas da 1ª rodada |
| Equipe                | Pontuação             | Mapa                  | Pontuação             | Equipe                |
| --------------------- | --------------------- | --------------------- | --------------------- | --------------------- |
| ENCE                  | 16                    | Overpass              | 5                     | AVANGAR               |
| Astralis              | 16                    | Dust2                 | 9                     | Dreameaters           |
| NRG Esports           | 16                    | Dust2                 | 14                    | Renegades             |
| Team Liquid           | 16                    | Mirage                | 9                     | CR4ZY                 |
| Team Vitality         | 16                    | Inferno               | 9                     | North                 |
| FaZe Clan             | 16                    | Mirage                | 8                     | mousesports           |
| Natus Vincere         | 17                    | Overpass              | 19                    | G2 Esports            |
| MIBR                  | 16                    | Dust2                 | 12                    | Ninjas in Pyjamas     |

| Partidas da 2ª rodada | Partidas da 2ª rodada | Partidas da 2ª rodada | Partidas da 2ª rodada | Partidas da 2ª rodada |
| Equipe                | Pontuação             | Mapa                  | Pontuação             | Equipe                |
| --------------------- | --------------------- | --------------------- | --------------------- | --------------------- |
| Renegades             | 13                    | Vertigo               | 16                    | AVANGAR               |
| Natus Vincere         | 16                    | Overpass              | 7                     | Dreameaters           |
| Ninjas in Pyjamas     | 10                    | Train                 | 16                    | CR4ZY                 |
| North                 | 13                    | Inferno               | 16                    | mousesports           |
| Team Liquid           | 9                     | Dust2                 | 16                    | NRG Esports           |
| FaZe Clan             | 7                     | Dust2                 | 16                    | Team Vitality         |
| ENCE                  | 16                    | Inferno               | 8                     | MIBR                  |
| Astralis              | 16                    | Nuke                  | 7                     | G2 Esports            |

| Partidas da 3ª rodada | Partidas da 3ª rodada | Partidas da 3ª rodada | Partidas da 3ª rodada | Partidas da 3ª rodada |
| Equipe                | Pontuação             | Mapa                  | Pontuação             | Equipe                |
| --------------------- | --------------------- | --------------------- | --------------------- | --------------------- |
| Natus Vincere         | 17                    | Nuke                  | 19                    | mousesports           |
| Team Liquid           | 18                    | Overpass              | 22                    | AVANGAR               |
| MIBR                  | 4                     | Inferno               | 16                    | G2 Esports            |
| FaZe Clan             | 9                     | Mirage                | 16                    | CR4ZY                 |
| ENCE                  | 16                    | Nuke                  | 10                    | Team Vitality         |
| ENCE                  | 16                    | Dust2                 | 7                     | Team Vitality         |
| ENCE                  | –                     | Mirage                | –                     | Team Vitality         |
| Renegades             | 16                    | Mirage                | 10                    | Dreameaters           |
| Renegades             | 16                    | Train                 | 8                     | Dreameaters           |
| Renegades             | –                     | Inferno               | –                     | Dreameaters           |
| Astralis              | 28                    | Train                 | 31                    | NRG Esports           |
| Astralis              | 4                     | Nuke                  | 16                    | NRG Esports           |
| Astralis              | –                     | Overpass              | –                     | NRG Esports           |
| Ninjas in Pyjamas     | 8                     | Train                 | 16                    | North                 |
| Ninjas in Pyjamas     | 4                     | Dust2                 | 16                    | North                 |
| Ninjas in Pyjamas     | –                     | Nuke                  | –                     | North                 |

| Partidas da 4ª rodada | Partidas da 4ª rodada | Partidas da 4ª rodada | Partidas da 4ª rodada | Partidas da 4ª rodada |
| Equipe                | Pontuação             | Mapa                  | Pontuação             | Equipe                |
| --------------------- | --------------------- | --------------------- | --------------------- | --------------------- |
| G2 Esports            | 16                    | Dust2                 | 9                     | AVANGAR               |
| G2 Esports            | 11                    | Inferno               | 16                    | AVANGAR               |
| G2 Esports            | 9                     | Overpass              | 16                    | AVANGAR               |
| MIBR                  | 11                    | Mirage                | 16                    | Natus Vincere         |
| MIBR                  | 4                     | Inferno               | 16                    | Natus Vincere         |
| MIBR                  | –                     | Train                 | –                     | Natus Vincere         |
| FaZe Clan             | 19                    | Mirage                | 22                    | Renegades             |
| FaZe Clan             | 16                    | Nuke                  | 4                     | Renegades             |
| FaZe Clan             | 14                    | Vertigo               | 16                    | Renegades             |
| Team Vitality         | 16                    | Vertigo               | 5                     | mousesports           |
| Team Vitality         | 16                    | Mirage                | 10                    | mousesports           |

## Fase dos Campeões
A Fase dos Campeões, também conhecida como Playoffs, foi um torneio de eliminação simples, melhor de três partidas, com as equipes jogando até que um vencedor fosse decidido. Esta fase ocorreu na Mercedes-Benz Arena entre 5 e 8 de setembro de 2019. As chaves foram reveladas logo após a FaZe derrotar a Cloud9 no último mapa da fase de grupos. As equipes foram classificadas inicialmente com base em seu desempenho na Fase das Lendas e, em seguida, com base na dificuldade dos seus jogos, definida pelo sistema Elo.

### Esquema
|  | Quartas de final | Quartas de final | Quartas de final | Quartas de final | Quartas de final | Quartas de final |   |               | Semifinais | Semifinais | Semifinais | Semifinais | Semifinais | Semifinais |  |  | Final | Final   | Final | Final | Final | Final |
|  |                  |                  |                  |                  |                  |                  |   |               |            |            |            |            |            |            |  |  |       |         |       |       |       |       |
|  | 1                | ENCE             | 5                | 12               | –                | 0                |   |               |            |            |            |            |            |            |  |  |       |         |       |       |       |       |
|  | 8                | Renegades        | 16               | 16               | –                | 2                |   |               |            |            |            |            |            |            |  |  |       |         |       |       |       |       |
|  | 8                | Renegades        | 16               | 16               | –                | 2                |   | 8             | Renegades  | 19         | 6          | –          | 0          |            |  |  |       |         |       |       |       |       |
|  |                  |                  |                  |                  |                  |                  |   | 8             | Renegades  | 19         | 6          | –          | 0          |            |  |  |       |         |       |       |       |       |
|  |                  | 5                | AVANGAR          | 22               | 16               | –                | 2 |               |            |            |            |            |            |            |  |  |       |         |       |       |       |       |
|  | 3                | 5                | AVANGAR          | 22               | 16               | –                | 2 | Team Vitality | 9          | 16         | 10         | 1          |            |            |  |  |       |         |       |       |       |       |
|  | 3                |                  |                  |                  |                  |                  |   | Team Vitality | 9          | 16         | 10         | 1          |            |            |  |  |       |         |       |       |       |       |
|  | 5                | AVANGAR          | 16               | 11               | 16               | 2                |   |               |            |            |            |            |            |            |  |  |       |         |       |       |       |       |
|  |                  |                  |                  |                  |                  |                  |   |               |            |            |            |            |            |            |  |  | 5     | AVANGAR | 6     | 5     | –     | 0     |
|  |                  |                  | 4                | Astralis         | 16               | 16               | – | 2             |            |            |            |            |            |            |  |  |       |         |       |       |       |       |
|  | 4                | Astralis         | 16               | 16               | –                | 2                |   |               |            |            |            |            |            |            |  |  |       |         |       |       |       |       |
|  | 7                | Team Liquid      | 8                | 13               | –                | 0                |   |               |            |            |            |            |            |            |  |  |       |         |       |       |       |       |
|  | 7                | Team Liquid      | 8                | 13               | –                | 0                |   | 4             | Astralis   | 16         | 16         | –          | 2          |            |  |  |       |         |       |       |       |       |
|  |                  |                  |                  |                  |                  |                  |   | 4             | Astralis   | 16         | 16         | –          | 2          |            |  |  |       |         |       |       |       |       |
|  |                  | 2                | NRG Esports      | 10               | 9                | –                | 0 |               |            |            |            |            |            |            |  |  |       |         |       |       |       |       |
|  | 2                | 2                | NRG Esports      | 10               | 9                | –                | 0 | NRG Esports   | 16         | 19         | –          | 2          |            |            |  |  |       |         |       |       |       |       |
|  | 2                |                  |                  |                  |                  |                  |   | NRG Esports   | 16         | 19         | –          | 2          |            |            |  |  |       |         |       |       |       |       |
|  | 6                | Natus Vincere    | 12               | 17               | –                | 0                |   |               |            |            |            |            |            |            |  |  |       |         |       |       |       |       |

### Quartas de Final
Casters: James Bardolph & ddk
| Pontuações de ENCE vs. Renegades | Pontuações de ENCE vs. Renegades | Pontuações de ENCE vs. Renegades | Pontuações de ENCE vs. Renegades | Pontuações de ENCE vs. Renegades |
| Equipe                           | Pontuação                        | Mapa                             | Pontuação                        | Equipe                           |
| -------------------------------- | -------------------------------- | -------------------------------- | -------------------------------- | -------------------------------- |
| ENCE                             | 5                                | Mirage                           | 16                               | Renegades                        |
| ENCE                             | 12                               | Nuke                             | 16                               | Renegades                        |
| ENCE                             | –                                | Dust II                          | –                                | Renegades                        |

Casters: Anders & moses
| Pontuações de Team Vitality vs. AVANGAR | Pontuações de Team Vitality vs. AVANGAR | Pontuações de Team Vitality vs. AVANGAR | Pontuações de Team Vitality vs. AVANGAR | Pontuações de Team Vitality vs. AVANGAR |
| Equipe                                  | Pontuação                               | Mapa                                    | Pontuação                               | Equipe                                  |
| --------------------------------------- | --------------------------------------- | --------------------------------------- | --------------------------------------- | --------------------------------------- |
| Team Vitality                           | 9                                       | Mirage                                  | 16                                      | AVANGAR                                 |
| Team Vitality                           | 16                                      | Inferno                                 | 11                                      | AVANGAR                                 |
| Team Vitality                           | 10                                      | Dust II                                 | 16                                      | AVANGAR                                 |

Casters: James Bardolph & ddk
| Pontuações de NRG Esports vs. Natus Vincere | Pontuações de NRG Esports vs. Natus Vincere | Pontuações de NRG Esports vs. Natus Vincere | Pontuações de NRG Esports vs. Natus Vincere | Pontuações de NRG Esports vs. Natus Vincere |
| Equipe                                      | Pontuação                                   | Mapa                                        | Pontuação                                   | Equipe                                      |
| ------------------------------------------- | ------------------------------------------- | ------------------------------------------- | ------------------------------------------- | ------------------------------------------- |
| NRG Esports                                 | 16                                          | Dust II                                     | 12                                          | Natus Vincere                               |
| NRG Esports                                 | 19                                          | Mirage                                      | 17                                          | Natus Vincere                               |
| NRG Esports                                 | –                                           | Nuke                                        | –                                           | Natus Vincere                               |

Casters: Anders & moses
| Pontuações de Astralis vs. Team Liquid | Pontuações de Astralis vs. Team Liquid | Pontuações de Astralis vs. Team Liquid | Pontuações de Astralis vs. Team Liquid | Pontuações de Astralis vs. Team Liquid |
| Equipe                                 | Pontuação                              | Mapa                                   | Pontuação                              | Equipe                                 |
| -------------------------------------- | -------------------------------------- | -------------------------------------- | -------------------------------------- | -------------------------------------- |
| Astralis                               | 16                                     | Vertigo                                | 8                                      | Team Liquid                            |
| Astralis                               | 16                                     | Overpass                               | 13                                     | Team Liquid                            |
| Astralis                               | –                                      | Inferno                                | –                                      | Team Liquid                            |

### Semifinais
Casters: James Bardolph & ddk
| Pontuações de Renegades vs. AVANGAR | Pontuações de Renegades vs. AVANGAR | Pontuações de Renegades vs. AVANGAR | Pontuações de Renegades vs. AVANGAR | Pontuações de Renegades vs. AVANGAR |
| Equipe                              | Pontuação                           | Mapa                                | Pontuação                           | Equipe                              |
| ----------------------------------- | ----------------------------------- | ----------------------------------- | ----------------------------------- | ----------------------------------- |
| Renegades                           | 19                                  | Mirage                              | 22                                  | AVANGAR                             |
| Renegades                           | 6                                   | Dust II                             | 16                                  | AVANGAR                             |
| Renegades                           | –                                   | Train                               | –                                   | AVANGAR                             |

Casters: Anders & moses
| Pontuações de NRG Esports vs. Astralis | Pontuações de NRG Esports vs. Astralis | Pontuações de NRG Esports vs. Astralis | Pontuações de NRG Esports vs. Astralis | Pontuações de NRG Esports vs. Astralis |
| Equipe                                 | Pontuação                              | Mapa                                   | Pontuação                              | Equipe                                 |
| -------------------------------------- | -------------------------------------- | -------------------------------------- | -------------------------------------- | -------------------------------------- |
| NRG Esports                            | 10                                     | Train                                  | 16                                     | Astralis                               |
| NRG Esports                            | 9                                      | Overpass                               | 16                                     | Astralis                               |
| NRG Esports                            | –                                      | Nuke                                   | –                                      | Astralis                               |

### Final

#### AVANGAR vs. Astralis
Casters: Anders & moses
| Pontuações de AVANGAR vs. Astralis | Pontuações de AVANGAR vs. Astralis | Pontuações de AVANGAR vs. Astralis | Pontuações de AVANGAR vs. Astralis | Pontuações de AVANGAR vs. Astralis |
| Equipe                             | Pontuação                          | Mapa                               | Pontuação                          | Equipe                             |
| ---------------------------------- | ---------------------------------- | ---------------------------------- | ---------------------------------- | ---------------------------------- |
| AVANGAR                            | 6                                  | Inferno                            | 16                                 | Astralis                           |
| AVANGAR                            | 5                                  | Dust II                            | 16                                 | Astralis                           |
| AVANGAR                            | –                                  | Overpass                           | –                                  | Astralis                           |

## Audiência
O torneio teve um pico de 836 mil de espectadores simultâneos, atingido na final entre Astralis e AVANGAR. A média de espectadores durante a competição permaneceu por volta de 348 mil.

### Maiores picos de audiência
Estes são os 5 maiores picos de audiência do campeonato:
| N.º | Audiência | Equipe        | Placar | Equipe        | Fase             | Data          |
| --- | --------- | ------------- | ------ | ------------- | ---------------- | ------------- |
| 1   | 836 306   | Astralis      | 2–0    | AVANGAR       | Final            | 8 de setembro |
| 2   | 769 902   | Natus Vincere | 0–2    | NRG Esports   | Quartas de Final | 6 de setembro |
| 3   | 653 706   | Astralis      | 2–0    | Team Liquid   | Quartas de Final | 6 de setembro |
| 4   | 630 180   | G2 Esports    | 1–0    | Natus Vincere | Fase das Lendas  | 28 de agosto  |
| 5   | 603 806   | Astralis      | 2–0    | NRG Esports   | Semifinal        | 7 de setembro |

Berlim 2019 apresentou uma queda de 30% em comparação ao número máximo de espectadores do Major anterior, Katowice 2019. 

## Ratings

### Melhores jogadores
O rating é a estatística mais importante do Counter-Strike, pois, traduz, de forma precisa, a performance individual dos jogadores em um determinado período. O cálculo leva em conta algumas variáveis como taxa de eliminações, impacto e dano.
| Pos. | Jogador    | Equipe        | Rating | Mapas |
| ---- | ---------- | ------------- | ------ | ----- |
| 1    | electroNic | Natus Vincere | 1.31   | 10    |
| 2    | allu       | ENCE          | 1.27   | 6     |
| 3    | Kjaerbye   | North         | 1.27   | 6     |
| 4    | device     | Astralis      | 1.26   | 13    |
| 5    | sergej     | ENCE          | 1.24   | 6     |
| 6    | EliGE      | Team Liquid   | 1.23   | 9     |
| 7    | Brehze     | NRG Esports   | 1.23   | 8     |
| 8    | ZywOo      | Team Vitality | 1.22   | 9     |
| 9    | s1mple     | Natus Vincere | 1.19   | 10    |
| 10   | Magisk     | Astralis      | 1.15   | 13    |

 Fonte: HLTV.org

### Melhores equipes
Abaixo as melhores equipes do Major de acordo com o rating da HLTV.
| Pos. | Equipe        | Região        | Rating | Mapas |
| ---- | ------------- | ------------- | ------ | ----- |
| 1    | Natus Vincere | CEI           | 1.13   | 10    |
| 2    | Astralis      | Europa        | 1.11   | 13    |
| 3    | ENCE          | Europa        | 1.12   | 6     |
| 4    | NRG Esports   | Américas      | 1.09   | 8     |
| 5    | North         | Europa        | 1.08   | 6     |
| 6    | Renegades     | Ásia-Pacífico | 1.07   | 14    |
| 7    | AVANGAR       | CEI           | 1.04   | 13    |
| 8    | Team Vitality | Europa        | 1.04   | 9     |
| 9    | Team Liquid   | Américas      | 1.04   | 9     |
| 10   | FaZe Clan     | Europa        | 1.00   | 6     |

 Fonte: HLTV.org

## Classificação Final
As colocações finais são mostradas abaixo. O capitão de cada equipe é mostrado primeiro.
| Colocação | Premiação   | Equipe            | Classificados para:              | Elenco                                     | Treinador |
| --------- | ----------- | ----------------- | -------------------------------- | ------------------------------------------ | --------- |
| 1º        | US$ 500,000 | Astralis          | Rio 2020 (Fase das Lendas)       | gla1ve, dev1ce, dupreeh, Magisk, Xyp9x     | zonic     |
| 2º        | US$ 150,000 | AVANGAR           | Rio 2020 (Fase das Lendas)       | Jame, buster, qikert, Sanji, AdreN         | dastan    |
| 3º – 4º   | US$ 70,000  | Renegades         | Rio 2020 (Fase das Lendas)       | jkaem, Gratisfaction, AZR, jks, Liazz      | kassad    |
| 3º – 4º   | US$ 70,000  | NRG Esports       | Rio 2020 (Fase das Lendas)       | stanislaw, CeRq, Brehze, Ethan, tarik      | ImAPet    |
| 5º – 8º   | US$ 35,000  | ENCE              | Rio 2020 (Fase das Lendas)       | Aleksib, allu, sergej, Aerial, xseveN      | Twista    |
| 5º – 8º   | US$ 35,000  | Team Vitality     | Rio 2020 (Fase das Lendas)       | ALEX, apEX, NBK-, ZywOo, RpK               | XTQZZZ    |
| 5º – 8º   | US$ 35,000  | Natus Vincere     | Rio 2020 (Fase das Lendas)       | s1mple, Zeus, flamie, electronic, Boombl4  | kane      |
| 5º – 8º   | US$ 35,000  | Team Liquid       | Rio 2020 (Fase das Lendas)       | NAF, Twistzz, nitr0, EliGE, Stewie2K       | adreN     |
| 9º – 11º  | US$ 8,750   | mousesports       | Rio 2020 (Fase dos Desafiadores) | ropz, karrigan, woxic, frozen, chrisJ      | Rejin     |
| 9º – 11º  | US$ 8,750   | CR4ZY             | Rio 2020 (Fase dos Desafiadores) | EspiranTo, ottoNd, nexa, huNter-, LETN1    | emi       |
| 9º – 11º  | US$ 8,750   | G2 Esports        | Rio 2020 (Fase dos Desafiadores) | shox, kennyS, Lucky, JaCkz, AmaNEk         | maLeK     |
| 12º – 14º | US$ 8,750   | MIBR              | Rio 2020 (Fase dos Desafiadores) | FalleN, zews, TACO, fer, LUCAS1            | –         |
| 12º – 14º | US$ 8,750   | FaZe Clan         | Rio 2020 (Fase dos Desafiadores) | NiKo, NEO, rain, olofmeister, GuardiaN     | YNk       |
| 12º – 14º | US$ 8,750   | North             | Rio 2020 (Fase dos Desafiadores) | valde, Kjaerbye, aizy, JUGi, gade          | mithR     |
| 15º – 16º | US$ 8,750   | Ninjas in Pyjamas | –                                | GeT RiGhT, f0rest, REZ, Lekr0, Plopski     | pita      |
| 15º – 16º | US$ 8,750   | Dreameaters       | –                                | speed4k, kinqie, Forester, Krad, svyat     | zoneR     |
| 17º – 19º | –           | forZe             | –                                | xsepower, Jerry, almazer, facecrack, FL1T  | liTTle    |
| 17º – 19º | –           | Grayhound Gaming  | –                                | erkaSt, Sico, dexter, malta, Dickstacy     | Neil_M    |
| 17º – 19º | –           | Syman Gaming      | –                                | neaLaN, Ramz1kBO$$, Perfecto, t0rick, Keoz | Solaar    |
| 20º – 22º | –           | FURIA Esports     | –                                | arT, VINI, KSCERATO, yuurih, ableJ         | guerri    |
| 20º – 22º | –           | HellRaisers       | –                                | ANGE1, ISSAA, oskar, loWel, nukkye         | –         |
| 20º – 22º | –           | Complexity Gaming | –                                | dephh, Rickeh, ShahZaM, SicK, oBo          | keita     |
| 23º – 24º | –           | TYLOO             | –                                | BnTeT, Freeman, Summer, somebody, Attacker | –         |
| 23º – 24º | –           | INTZ eSports      | –                                | kNgV-, chelo, xand, DeStiNy, yeL           | Apoka     |